# 대전만년초등학교
대전만년초등학교는 대한민국 대전광역시 서구 만년동에 있는 공립 초등학교이다.

## 학교 연혁
- 1995년 6월 8일 대전만년국민학교 개교
- 1996년 3월 1일 대전만년초등학교로 교명 변경
- 1996년 9월 1일 대전둔천초등학교 분리(24학급 편성)
- 2007년 3월 2일 특수학급 신설
- 2022년 2월 15일 제27회 졸업식(총 졸업생 3622명)
- 2022년 3월 1일 17학급 편성(특수학급 1학급), 유치원 4학급 편성

## 참고 자료
- 대전만년초등학교 - 한국교육학술정보원 학교알리미